# Борисов Андрій Іванович
Борисов Андрій Іванович (нар. 1798 — 30 вересня (12 жовтня) 1854) — декабрист. Прийнятий до масонської ложі Трьох царств природи в Одесі (1818). Брат Петра Борисова. Старший син викладача освітніх закладів Чорноморського флоту Івана Борисова та його дружини Парасковії (до шлюбу Дмитрієвої).

## Життєпис

### Військова служба
До війська вступив 1816 року юнкером 26-ї артилерійської бригади (з 1819 — Грузинська гренадерська), воював на Кавказі. 1818 року в Решетилівці разом із братом створив таємне «Товариство першої згоди», невдовзі перейменоване на «Товариство друзів природи». З червня 1820 року — прапорщик, з липня служив у 8-й артилерійській бригаді в Новограді-Волинському.

### Громадська діяльність
Став одним із засновників Товариства з'єднаних слов'ян і співавтором правил для його членів. Пішов у відставку в чині підпоручика 24 грудня (ст. ст.) 1823 року, мешкав у слободі Боромля Охтирського повіту Слобідсько-Української губернії (нині село Тростянецького району Сумської області).
26 (14) грудня 1825 року повернувся до Новограда-Волинського, а потім прибув до Старокостянтинівського повіту Волинської губернії. Намагався залучити Пензенський піхотний полк і своїх товаришів по колишній службі — артилеристів до Чернігівського полку повстання.

### Розправа
Вперше заарештований у Києві 26 (14) січня 1826 року разом із Яковом Андрієвичем, але за добу жандарми його відпустили. Вдруге взятий під варту за спеціальним наказом 21 (9) лютого у Буймері Лебединського повіту Слобідсько-Української губернії (нині село Тростянецького району Сумської області). Утримувався у Петропавловській фортеці. Звинувачений як в організації підпілля та керівництві конспірацією, так і в задумі царевбивства й підбурюванні солдатів до заколоту.
У липні засуджений за першим розрядом до страти, конфірмований на довічну каторгу (згодом строк було скорочено до 20, пізніше — 13 років). У кайданах допроваджений до Сибіру, спочатку в Іркутськ. Майже рік працював на Благодатській копальні, наступних три роки — в Читинському острозі, ще дев'ять років — на Петровському заводі (нині Петровськ-Забайкальський). З 1839 року — на поселенні в Подлопатноє (Подлопатки, Подлопатіно) Верхнєудинського повіту Іркутської губернії, з 1841 року — в Малій Разводній, поблизу Іркутська. Захопився природознавством, розробив нову класифікацію комах, займався городництвом. Підробляв палітурником. Збожеволів, перебував під доглядом брата Петра, після раптової смерті якого того ж дня покінчив життя самогубством.